# الحزب الشيوعي التركستاني
كان الحزب الشيوعي التركستاني فرع تركستان للحزب الشيوعي الروسي (البلاشفة). لقد تم تشكيله في يونيو 1918. انضم للحزب، وقت تشكيله، عدد كبير من الجديدين.
في ربيع عام 1919، شددت قيادة الحزب الشيوعي الروسي على «عناية واهتمام خاصين» تجاه «بقايا المشاعر الوطنية للجماهير الشاقة في الأمم المضطهدة أو التابعة لها». وهكذا تم تشكيل المكتب الإسلامي (موسبيورو) للجنة الإقليمية للحزب الشيوعي التركستاني. تم انتخاب تورار روسكولوف، وهو كازاخي من أوليا آتا، رئيسًا لموسبيورو.
في عام 1920 عُقد المؤتمر الإقليمي الخامس للحزب الشيوعي في تركستان. اقترح المؤتمر تشكيل جمهورية سوفييتية تركية موحدة، وهو مطلب تم تجاهله في وقت لاحق من قبل الحزب الشيوعي الروسي.
تمشيًا مع خط جذب الجماهير الإسلامية للحزب، استخدم الحزب معايير مختلفة في الأنشطة الدينية للأعضاء المسلمين والأرثوذكس. في عام 1922، تم تطهير 1500 أرثوذكسي روسي من الحزب الشيوعي في تركستان على أساس «التحيز الديني»، ولكن ليس منهم مسلم واحد.
في عام 1924 تم حل الحزب الشيوعي في تركستان، حيث تم إعادة رسم حدود آسيا الوسطى السوفيتية.

## التركيبة العرقية
اعتبارًا من عام 1922، كانت عضوية الحزب تتألف من:
|                                | رقم    | %    |
| ------------------------------ | ------ | ---- |
| روس                            | 9424   | 49.7 |
| كازاخستانين / قيرغيز           | 4409   | 23.3 |
| أوزبك                          | 2021   | 10.7 |
| تركمان                         | 867    | 4.6  |
| طاجيك                          | 421    | 2.2  |
| آخرون (تتار، وقرقلباغيون، إلخ) | 1803   | 9.5  |
| المجموع                        | 18,945 |      |

### استشهاد بأعمال
- Dilleen، Connor (2005). The International Dimensions of Nationalism in Central Asia: Can the Relationship Between International Security, State Sovereignty and Emerging Ethnonationalism be Reconciled in Post-Soviet Central Asia? (PhD). مؤرشف من الأصل في 2016-01-21.